# Matej Trusa
Matej Trusa (Michalovce, 29 novembre 2000) è un calciatore slovacco, attaccante del DAC Dunajská Streda.

## Caratteristiche tecniche
È un centravanti.

## Carriera

### Club
Cresciuto nel settore giovanile dello Zemplín Michalovce, ha esordito in prima squadra il 16 febbraio 2019 in occasione dell'incontro di Superliga vinto 1-0 contro lo Sereď.

### Nazionale
Ha giocato nella nazionale slovacca Under-21.

## Statistiche
Statistiche aggiornate al 19 novembre 2020.

### Presenze e reti nei club
| Stagione        | Squadra            | Campionato      | Campionato | Campionato | Coppe nazionali | Coppe nazionali | Coppe nazionali | Coppe continentali | Coppe continentali | Coppe continentali | Altre coppe | Altre coppe | Altre coppe | Totale | Totale | Totale |
| Stagione        | Squadra            | Comp            | Pres       | Reti       | Comp            | Pres            | Reti            | Comp               | Pres               | Reti               | Comp        | Pres        | Reti        | Pres   | Reti   |        |
| --------------- | ------------------ | --------------- | ---------- | ---------- | --------------- | --------------- | --------------- | ------------------ | ------------------ | ------------------ | ----------- | ----------- | ----------- | ------ | ------ | ------ |
| 2018-2019       | Zemplín Michalovce | SL              | 8          | 0          | CS              | 3               | 0               |                    | -                  | -                  |             | -           | -           | 11     | 0      |        |
| 2019-2020       | Zemplín Michalovce | SL              | 6          | 2          | CS              | 0               | 0               |                    | -                  | -                  |             | -           | -           | 6      | 2      |        |
| 2020-2021       | Zemplín Michalovce | SL              | 12         | 2          | CS              | 1               | 1               |                    | -                  | -                  |             | -           | -           | 13     | 3      |        |
| Totale carriera | Totale carriera    | Totale carriera | 26         | 4          |                 | 4               | 1               |                    | -                  | -                  |             | -           | -           | 30     | 5      |        |